# إيما ريختر
إيما ريختر (بالألمانية: Emma Richter)‏ هي إحاثية ألمانية، ولدت في 4 مارس 1888 في Hanau-Steinheim ‏ في ألمانيا، وتوفيت في 15 نوفمبر 1956.